# Borszczowa (rejon charkowski)
Borszczowa (ukr. Борщова) – wieś na Ukrainie, w obwodzie charkowskim, w rejonie charkowskim. W 2001 liczyła 403 mieszkańców.